# Affonso Ávila
Affonso Ávila (* 19. Januar 1928 in Belo Horizonte, Bundesstaat Minas Gerais; † 26. September 2012 ebenda) war ein brasilianischer Journalist und Schriftsteller. Er zählt zu den wichtigsten brasilianischen Lyrikern der Neuzeit.

## Leben
Ávila war ein Sohn von Lindolfo de Ávila e Silva und dessen Ehefrau Liberalina de Barros Ávila. Er war verheiratet mit der Schriftstellerin Laís Corrêa de Araujo und hatte mit ihr fünf Kinder; darunter den späteren Lyriker Carlos Ávila (* 1955).
Nach Schulzeit und Studium begann Ávila für die Zeitschrift „Vocação“ zu schreiben. Dort lernte er neben seinen Kollegen Fábio Lucas, Cyro Sigueira und Rui Mourão auch seine spätere Ehefrau kennen. Neben diesem Brotberuf wurde er 1956 Kolumnist der Zeitschrift „O Estado de S. Paulo“ und gründete im darauffolgenden Jahr die Zeitschrift „Tendência“.
1969 wechselte er in die Redaktion der Zeitschrift „Barroco“ und leitete diese bis 1996.
Im Alter von 84 Jahren starb Affonso Ávila am 26. September 2012 in Belo Horizonte und fand dort auch seine letzte Ruhestätte.

## Ehrungen
- 1990 Prêmio Jabuti de Literatura für seine Anthologie O visto e o imaginado.

## Werke (Auswahl)
- Sonetos de descoberta. 1953.
- Resíduos seiscentistas em Minas. 1967 (2 Bde.)
- Poesia anterior. 1969.
- Discurso da difamação do poeta. 1976.
- Barrocolagens. 1981.
- O visto e o imaginado. 1990.
- Homem a o termo. Poesia reunida (1949–2005). 2008.